# Gonomyia (Paralipophleps) peracuta conifera
Gonomyia (Paralipophleps) peracuta conifera is een ondersoort van de tweevleugelige Gonomyia (Paralipophleps) peracuta uit de familie steltmuggen (Limoniidae). De ondersoort komt voor in het Neotropisch gebied.